# Transsudat
Un transsudat est un liquide extracellulaire obtenu par transsudation à partir de vaisseaux sanguins et sécrété de façon mécanique par une surface non-inflammée de l'organisme à travers un épithélium (muqueuse ou séreuse), par appel osmotique ou par surpression lors d'une stase vasculaire.
Il se différencie de l'exsudat par sa faible teneur en protéines (< 30 g/l) et en leucocytes (< 300/mm³), ainsi que par son origine, qui n'est pas inflammatoire.
Le transsudat pur résulte d'une hypertension portale hépatique (aussi appelée intra-hépatique), donc touchant les vaisseaux intra-hépatiques, ou à une hypoprotéinémie. Sa teneur en protéines et en leucocytes est plus basse que celles du transsudat modifié et de l’exsudat. Il peut avoir pour origine une cirrhose, une fibrose, une tumeur, un shunt artério-veineux, dans le cas d'une hypertension portale hépatique, ou bien des fuites rénales ou hépatiques dans le cas d'une hypoprotéinemie.
Le transsudat modifié résulte d'une hypertension portale post-hépatique, donc touchant les veines hépatiques et la veine cave inférieure. Sa teneur en protéines et en leucocytes est intermédiaire à celle du transsudat pur et à celle de l’exsudat. Il peut avoir pour origine une insuffisance cardiaque, une péricardite ou une compression des veines en question, par une tumeur par exemple.

## Exemples de transsudats
- Œdème, lors d'hypoalbuminémie, de stase veineuse ou lymphatique, d'insuffisance cardiaque ou d'insuffisance rénale par exemple.
- Otite séro-muqueuse (étape séreuse).
- Barotraumatisme négatif dans l'oreille moyenne (défaut d'équilibrage à la descente favorisé par une congestion muqueuse nasopharyngée lors d'inflammation des voies aériennes supérieures).
- La majeure partie de la lubrification vaginale chez la femme lors de l'excitation sexuelle est transsudée depuis les plexus veineux de la paroi vaginale (le reste provient des glandes vestibulaires et éventuellement du col de l'utérus).
- Certains types d'ascite lors de cirrhose avec hypertension portale.